# TiMidity++
TiMidity++(간단히 TiMidity)는 하드웨어 신시사이저 없이도 미디 파일을 재생할 수 있는 소프트웨어 신시사이저이다. 실시간으로 사운드 카드를 렌더링할 수 있고, PCM 방식의 .wav 파일과 같은 별개의 파일로 결과물을 저장할 수 있다.
TiMidity++는 주로 리눅스 및 유닉스 계열 운영 체제에서 동작하지만 마이크로소프트 윈도우와 아미가OS, 세일피시 OS에서도 실행할 수 있다. GNU 일반 공중 사용 허가서를 통해 배포되는 TiMidity++는 자유 소프트웨어이다.

## 기능
TiMidity++는 수많은 파일과 장치(주로 .mid 파일을 읽지만 .kar 파일도 읽을 수 있음)를 읽을 수 있다. 이 밖에도 리컴포저(Recomposer) 파일, 모듈 파일도 읽을 수 있다. MIDI 튜닝 표준을 이용하여 .mid 파일들을 읽을 수 있는 몇 안 되는 프로그램들 가운데 하나이다. TiMidity++는 또한 사운드폰트를 지원하므로 합성된 MIDI 사운드를 자신만의 녹음된 사운드폰트로 렌더링하여 출력을 사운드카드로 전달할 수 있다. 파일들은 표준 입력, 일반 파일, 압축 파일, 네트워크(HTTP, FTP, NNTP)로부터 페치(fetch)할 수 있다.
이 프로그램은 수많은 인터페이스를 갖추고 있으며, 단순 문자열 뿐만 아니라 ncurses, X11(모티프, Xaw, GTK+, Tk), 심지어는 실시간으로 재생되는 악보를 볼 수 있는 Emacs 인터페이스로 제공된다.
TiMidity++는 미분음음악의 지원도 일부 포함한다.

## 같이 보기
- FluidSynth